# Franz Gundlach (Historiker)
Franz Karl Alfred Gundlach (* 23. November 1871 in Kassel; † 2. Februar 1941 ebenda) war ein deutscher Archivar und Historiker.

## Leben
Gundlach studierte ab 1890 Geschichte an der Philipps-Universität Marburg und wurde 1898 mit einer Untersuchung über die Mainzer Stiftsfehde promoviert. Er war zunächst unter anderem in den preußischen Staatsarchiven von Marburg und Schleswig tätig, schied jedoch im Dezember 1906 aus dem staatlichen Archivdienst aus. Danach arbeitete er als Stadtarchivar in Kiel, bis er 1933 in den Ruhestand ging. Er gab mehrere grundlegende Quellenwerke zur hessischen und schleswig-holsteinischen Geschichte heraus.

## Schriften (Auswahl)
- (Hrsg.): Das Casseler Bürgerbuch (1520–1699). Freyschmidt, Kassel 1895.
- Hessen und die Mainzer Stiftsfehde. 1461–1463. Philosophische Dissertation Marburg 1898.
- (Hrsg.): Das Kieler Denkelbok (= Mitteilungen der Gesellschaft für Kieler Stadtgeschichte. Band 24). Jensen, Kiel 1908.
- als Hrsg.: Das Album der Christian-Albrechts-Universität zu Kiel 1665–1865. Lipsius u. Tischer, Kiel 1915 (Reprint: Kraus, Nendeln 1980, ISBN 3-262-00036-1).
- als Hrsg.: Das älteste Urteilbuch des Holsteinischen Vierstädtegerichts 1497–1574 (= Quellen und Forschungen zur Geschichte Schleswig-Holsteins. Band 10). Gesellschaft für Schleswig-Holsteinische Geschichte, Kiel 1925.
- als Bearbeiter: Catalogus professorum academiae Marburgensis. Band 1: Die akademischen Lehrer der Philipps-Universität in Marburg von 1527–1910 (= Veröffentlichungen der Historischen Kommission für Hessen und Waldeck. Band 15/1). Elwert, Marburg 1927.
- Die hessischen Zentralbehörden von 1247 bis 1604. 3 Bände. Elwert, Marburg 1930–1932.